# Jaime Wizner
Jaime Wizner Pérez-Lafuente (Vigo, 2 de septiembre de 2003) es un deportista español que compite en vela en la clase 49er.
Ganó una medalla de oro en el Campeonato Europeo de 49er de 2025. Es hijo del regatista Laureano Wizner, y su hermano Martín compite en el mismo deporte.

## Palmarés internacional
| \| Campeonato Europeo \| Campeonato Europeo \| Campeonato Europeo \| Campeonato Europeo \| \| Año \| Lugar \| Medalla \| Clase \| \| ------------------ \| ------------------ \| ------------------ \| ------------------ \| \| 2025 \| Salónica (Grecia) \| Medalla de oro \| 49er \| |                   |                |       |
| Campeonato Europeo |                   |                |       |
| Año | Lugar             | Medalla        | Clase |
| 2025 | Salónica (Grecia) | Medalla de oro | 49er  |